# Handwerkskammer Hamburg

Das aktuelle Logo

Das historische Logo der Handwerkskammer Hamburg

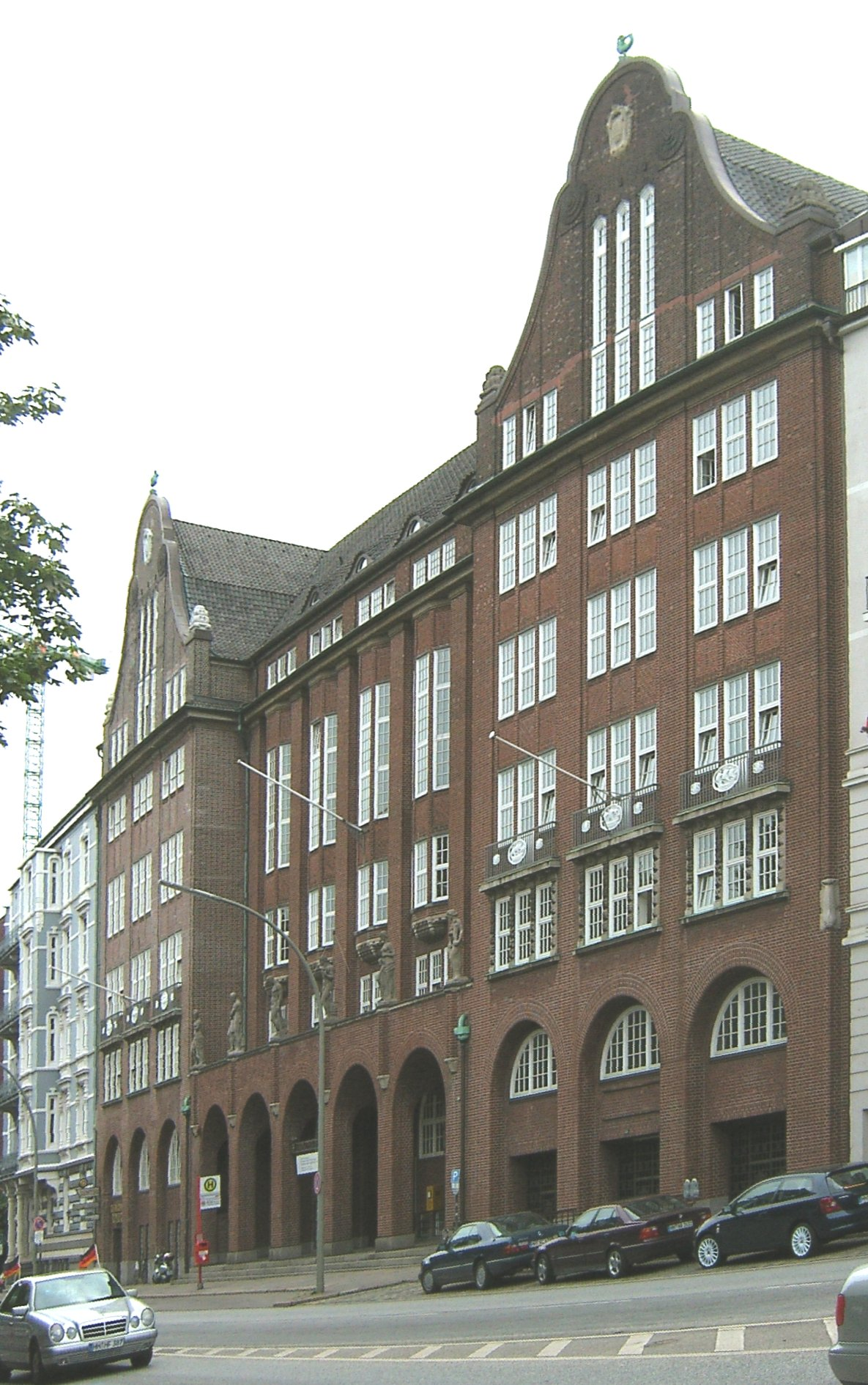
Handwerkskammer Hamburg am Holstenwall

Die Handwerkskammer Hamburg ist eine Körperschaft des öffentlichen Rechts und organisierte Selbstverwaltungseinrichtung des gesamten Handwerks in Hamburg.
Aufgabe der Handwerkskammer ist es, die Interessen des Gesamthandwerks zu vertreten und die Belange des Handwerks im Zuge der Selbstverwaltung selbst zu regeln. Die Handwerkskammer übt die Rechtsaufsicht über die 49 Innungen aus, die für fachliche Aufgaben des jeweils von ihnen repräsentierten Handwerks zuständig sind. In den Innungen sind die selbständigen Handwerker als freiwillige Mitglieder vertreten. Außerdem bietet die Handwerkskammer verschiedene Dienstleistungen für ihre Mitglieder an.
Zur Handwerkskammer gehören die Inhaber eines Handwerksbetriebes (unterschieden in zulassungspflichtige Handwerke und zulassungsfreie Handwerke) und des handwerksähnlichen Gewerbes sowie die Gesellen, Arbeitnehmer mit abgeschlossener Berufsausbildung und die Lehrlinge. Sie vertritt damit über 15.000 Betriebe mit mehr als 105.000 Beschäftigten in den 93 handwerklichen und 54 handwerksähnlichen Gewerken, die in Hamburg vertreten sind.
Die Aufgaben und Ziele einer Handwerkskammer sind in der Handwerksordnung (HwO) festgelegt.

## Geschichte der Handwerkskammer
Als Vorläufer von Innungen und Kammer gelten die im Mittelalter entstandenen Zünfte. 1873 vereinigten sich alle Handwerke in Hamburg in der Gewerbekammer, aus der später die Handwerkskammer hervorging.
Grundlage für die Gründung der Gewerbekammer war das Gewerbekammer-Gesetz, das am 18. Dezember 1872 veröffentlicht worden war. Die erste Sitzung der Gewerbekammer fand am 28. April 1873 statt. Vorsitzender war der Schlossermeister Eduard Schmidt (1830–1900). Die Gewerbekammer bestand bis 1907 aus 15 Mitgliedern und wurde 1907 auf 24 Mitglieder erweitert. Erster Kammersekretär war Justus Brinckmann (1843–1915), der spätere Gründer des Museums für Kunst und Gewerbe. Die Gewerbekammer Hamburg war damals eine Organisation für Industrie und Handwerk.

Auf dem Gebiet des heutigen Hamburg gab es bis zum Groß-Hamburg-Gesetz vom 26. Januar 1937 bereits zwei Handwerkskammern, und zwar in den konkurrierenden Nachbarstädten. Dies war die 1900 gegründete „Handwerkskammer zu Altona“ sowie die zeitgleich gegründete „Handwerkskammer zu Harburg“. Ihre 1911 errichteten Kammergebäude in Altona und Harburg in exponierter Lage legen Zeugnis ab von ihrem Selbstbewusstsein. Ihre Kammerbezirke umfassten über 30 Jahre lang große Teile des heutigen sog. Hamburger „Speckgürtels“. 

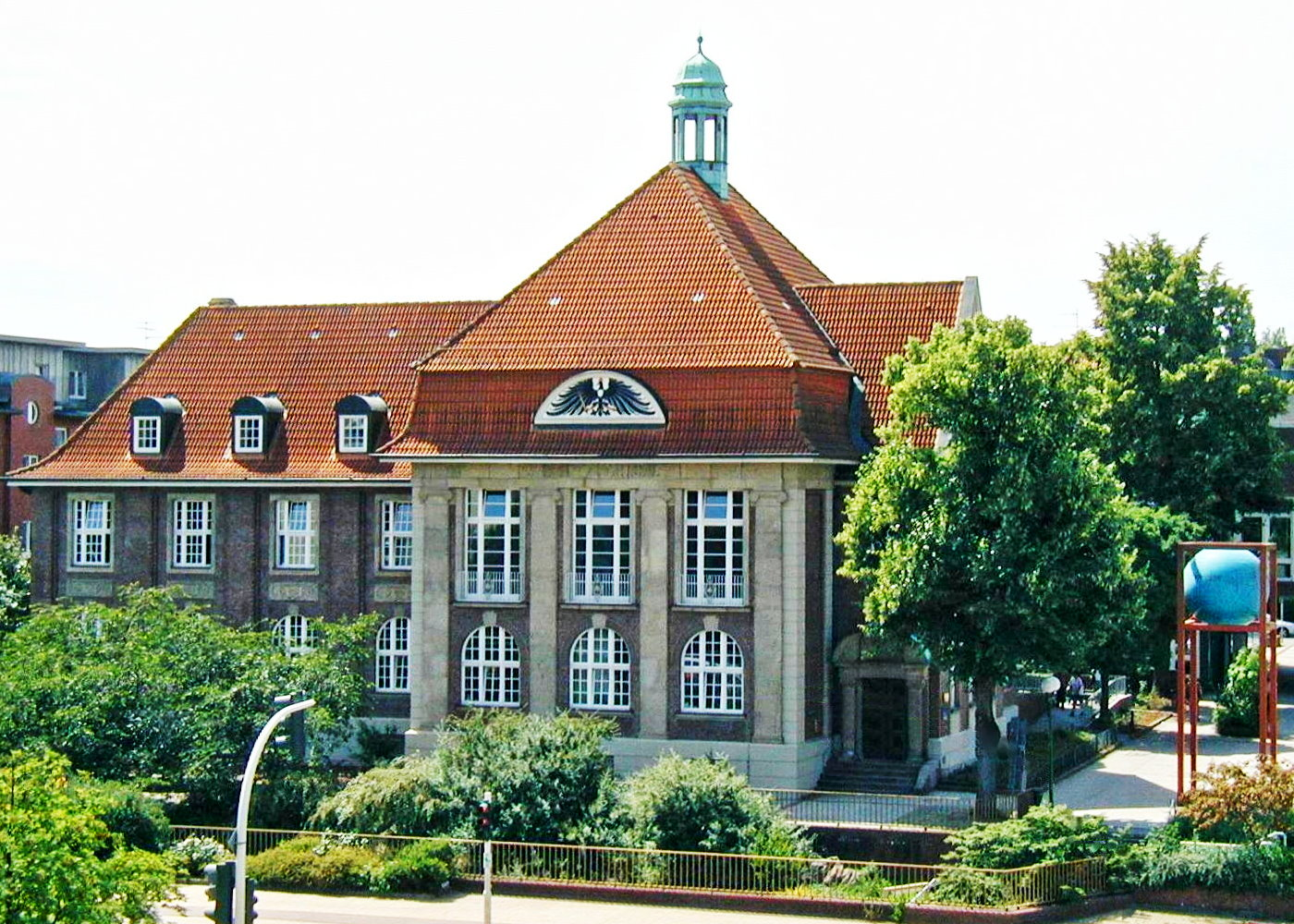
Gebäude der Alten Handwerkskammer Harburg, 1911

Der große Bezirk der Handwerkskammer zu Altona umfasste das Gebiet Altona-Stadt, Pinneberg, Steinburg, Rendsburg, Kiel-Stadt und Land, Neumünster-Stadt, Plön, Oldenburg, Segeberg, Stormarn, Wandsbek-Stadt, Hzgt. Lauenburg und Fürstentum Lübeck. Der Sitz der Handwerkskammer zu Altona war zunächst an der Großen Bergstraße 240, dann Turnstraße 50 (jetzt Schmarjestraße). 1911 konnte der Neubau an der Bahnhofstraße 19 (heute Max-Brauer-Allee 45) bezogen werden. In direkter Nachbarschaft zu diesem Standort war an der Bahnhofstraße 21-25 das repräsentative Hotel Kaiserhof gegenüber des Altonaer Bahnhof entstanden (heute Deutsche-Bank Regionalverwaltung am Paul-Nevermann-Platz). Zeitgleich wurde in der Großen Westernstraße 35 (heute Jessenstraße) die „Handwerker- und Kunstgewerbeschule Altona“ eingerichtet, deren Archivarien sich heute nicht in Hamburg, sondern im Landesarchiv Schleswig befinden. Die Teile des ursprünglichen Kammerbezirks Altona außerhalb des heutigen Hamburg wurden in den Kammerbezirk der heutigen Handwerkskammer Lübeck übernommen.
Zum Bezirk der Handwerkskammer zu Harburg gehörten ursprünglich die Regierungsbezirke von Lüneburg und Stade. Zunächst mit Sitz an der Werderstraße 2 (heute Küchgarten/Am Werder) wurde ebenfalls 1911 in Harburg ein Handwerkskammer-Neubau errichtet. Architekt war der Bremer Hermann J. Mähl. Der Standort Marienstraße 5 (heute Museumsplatz 1) liegt in der kurzer Nachbarschaft zum Harburger Rathaus. Das repräsentative Gebäude der „Alten Harburger Handwerkskammer“ wird heute als Kita (Sternipark) genutzt. Die Nachfolge-Handwerkskammer für die außerhamburgischen Gebiete wurde die Handwerkskammer Braunschweig-Lüneburg-Stade
Das „Gesetz über den vorläufigen Aufbau des deutschen Handwerks“ vom 29. November 1933 war die Grundlage u. a. zur Umbenennung der „Gewerbekammer Hamburg“ in „Handwerkskammer“ mit Wirkung ab 1. Januar 1934. Seitdem ist die Zuständigkeit für die Industriebetriebe auf die Handelskammer Hamburg übertragen worden. Am 20. April 1942 trat die „Gauwirtschaftskammer-Verordnung“ in Kraft und damit die Umbenennung der Handwerkskammer in „Gauwirtschaftskammer“.
Für das Hamburger Handwerk trat die Verordnung des Zentralamtes für die britische Zone über den Aufbau des Handwerks am 6. Dezember 1946 in Kraft. Zu diesem Zeitpunkt war der Bauunternehmer Paul Wilken Kammerpräsident. Später regelte die „Handwerksordnung“ vom 17. September 1952 die Angelegenheiten des Handwerks bundesweit.
Ihr 150. Jubiläum feierte die Handwerkskammer am 28. April 2023 im Hamburger Rathaus.

## Standorte der Handwerkskammer Hamburg
Nach ihrer Gründung 1873 hatte die Gewerbekammer zunächst ihren Sitz in der Neuen Gröninger Straße 5, dann Bei den Pumpen 38, seit ca. 1887 in der Bohnenstraße 21 bzw. 19 (nahe der Trostbrücke) und schließlich ab ca. 1903 auf den Großen Bleichen 61/63. Den Neubau am Holstenwall 12 konnte sie schließlich ab 1915 beziehen. An den Standorten der Gewerbekammer war immer auch der Geschäftssitz der „Aufsichtsbehörde für die Innungen“, ab 1929 das „Innungsaufsichtsamt“ unter Vorsitz durch ein Senatsmitglied bzw. einen Senatssyndikus untergebracht.
Lange mussten die Vertreter der Gewerbekammer Hamburg um das neue Gewerbehaus kämpfen. Die bisherigen Dienstsitze wurden immer wieder als unzulänglich bezeichnet. Der Erfolg stellte sich erst nach dem Bürgerschaftsbeschluss vom 10. Juli 1912 ein. Allerdings konnte der gewünschte zentrale Standort am Gänsemarkt (heute der Sitz der Finanzbehörde) nicht durchgesetzt werden. Dass das Gewerbehaus als Staatsbau durch die Freie und Hansestadt Hamburg errichtet wurde und nicht durch die Unternehmer selbst, wurde von Seiten der Gewerkschaften scharf kritisiert, denn sie hatten von 1904 bis 1906 als Arbeitnehmer ihr Gewerkschaftshaus am Besenbinderhof selbst finanziert. Das ausschlaggebende Argument für die Finanzierung durch den Staat war die Notwendigkeit des Arbeitsnachweises (Arbeitsvermittlung) durch die Innungen. Dies erklärt die architektonische Idee des Chefarchitekten des Hochbauamtes Fritz Schumacher mit dem separaten „Innungsflügel“ und einem eigenständigen Treppenhaus, das mit dem Hauptgebäude nur durch schmale Türen verbunden wurde. Allerdings wurden die Sitzungs- und Versammlungsräume großzügig bemessen, damit insbesondere die Innungen nicht länger gezwungen sind, ihre Versammlungen in Wirtshäusern durchzuführen.
Die parlamentarische Diskussion um den Neubau und seine Ausstattung wurde bestimmt durch den Malergesellen Friedrich Bartels (Sozialdemokratie), den Musikalienverleger Robert Wächtler (Linke), den Bäckermeister D.H.D. Blinckmann (Linke), den Tischler W. Schweimler (Vereinigte Liberale) und den Steinmetz Johann Reimer (Linke). Nur eine „schlichte Ausstattung“ zu 911.300 Mark wurde im Staatshaushalt bewilligt; betont schlicht wurde deshalb insbesondere der Innungsflügel gestaltet.
1911, also ein Jahr vor dieser wichtigen Entscheidung für die Gewerbekammer hatten die „Handwerkskammer zu Altona“ und die „Handwerkskammer zu Harburg“ ihre repräsentativen Amtssitze in zentraler Lage in den Nachbarstädten bereits bezogen.
Trotz des Krieges konnte das Gewerbehaus ab 1915 in Nutzung gehen. Die Arbeiten an Details wurden bis 1917 abgeschlossen, so dass der Mietvertrag erst am 4. September 1917 zwischen der Stadt Hamburg als Vermieterin und der Gewerbekammer als Mieterin geschlossen wurde. Zwanzig Jahre, also bis 1937, war die vereinbarte Laufzeit des Vertrags. Dies nutzte der damalige Reichsstatthalter des Bezirks Hamburg, Karl Kaufmann, um der inzwischen umbenannten „Handwerkskammer Hamburg“ die Eigentumsrechte an dem Gebäude für 75 Jahre mit einer großen Propagandafeier zu überlassen. Bevor diese Frist 2012 abgelaufen war, erwarb die Handwerkskammer 1989 das Gebäude und das Grundstück zu einem abgezinsten Betrag.
Die Handwerkskammer Hamburg nimmt heute ihre Aufgaben an zwei Standorten wahr:
Im Bereich Holstenwall 12/Schuldts Stift in der Neustadt sind die hoheitliche Verwaltung sowie die Geschäftsbereiche mit Beratungs- und Dienstleistungsangeboten für die Betriebe untergebracht. Das von Fritz Schumacher 1912–1917 erbaute Gewerbehaus repräsentiert architektonisch mit vielen Details die weitgespannte Schaffenskraft des Handwerks. Das Gewerbehaus ist über ein Parkhaus mit dem Bürohaus Schuldts Stift 3 verbunden.
Am Standort Harburg hat die Handwerkskammer Hamburg 2008 mit dem ELBCAMPUS ein neues Bildungszentrum in der Nähe des Harburger Bahnhofs gebaut. Der ELBCAMPUS ist eine Zukunftsinvestition für das Handwerk im Hamburger Wirtschaftsraum und zählt zu den führenden Bildungseinrichtungen im Handwerk in Deutschland.

## Das Gewerbehaus, Hauptsitz der Handwerkskammer, Architektur und Geschichte

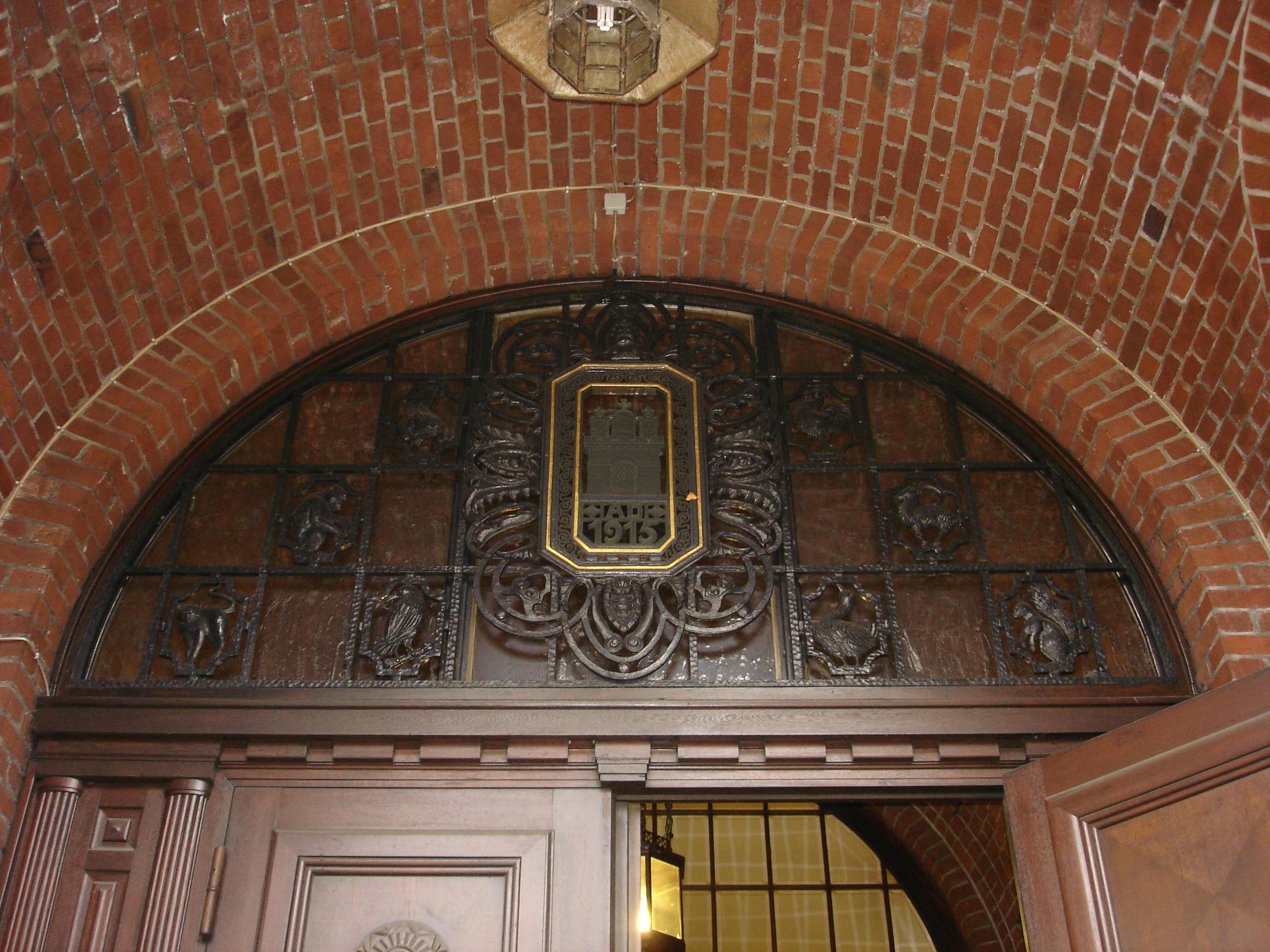
Staatswappen am Eingang zur Handwerkskammer

Die Stadt Hamburg errichtete das Gewerbehaus in der Zeit von 1912 bis 1915 als Staatsbau. Zu erkennen ist diese Tatsache an dem schmiedeeisernen Hamburg-Wappen über der Eingangstür. Architekt war Hamburgs berühmter Baudirektor Fritz Schumacher.
Zunächst wurde das Gebäude an die damaligen Gewerbekammer nur vermietet, dann wurde es der Handwerksorganisation für 75 Jahre übereignet. 1989, d. h. noch vor Ablauf der Frist (2012) verkaufte die Stadt Hamburg das Gebäude incl. Grundstück. Dadurch wurden die von der Handwerkskammer angestrebten Investitionen realisierbar. Es ging dabei insbesondere um den Bau einer zweistöckigen Tiefgarage und den Dachgeschossausbau.
Im Februar 2025 wurde bekannt, dass das Gewerbehaus für insgesamt € 3,5 Millionen saniert werden soll. Die Stadt Hamburg wird dieses Vorhaben auf Antrag der SPD und der Grünen in der Hamburger Bürgerschaft mit bis zu € 300.000 € aus dem „Sanierungsfonds Hamburg 2030“ unterstützen. Geplant ist es, denkmalgerecht die Backsteinfassade instand zu setzen, die Skulpturen und die Fenster zu restaurieren und eine Photovoltaikanlage zu installieren.

## Aufgaben und Ziele der Handwerkskammer
Als Vertretung von rund 15.000 Handwerksbetrieben in Hamburg engagiert sich die Handwerkskammer als öffentlich-rechtliche Institution für ihre Mitglieder in verschiedenen Bereichen. Dazu zählen unter anderem:
Interessenvertretung
Die Handwerkskammer Hamburg tritt auf verschiedenen Ebenen für die Bedürfnisse ihrer Mitglieder ein. Beispielsweise bezieht der Präsident der Handwerkskammer in verschiedenen lokalen Medien Stellung zu aktuellen Themen oder Fachleute der Kammer verhandeln mit Behörden, Senat, Bezirksversammlungen und Wirtschaftsverbänden, um die besten Rahmenbedingungen für den Erfolg des Hamburger Handwerks zu schaffen.
Beratung
Die Handwerkskammer bietet Hamburger Handwerkern Unterstützung bei vielen Fragen und Nöten. Dazu zählen unter anderem:
- Steuerfragen
- Finanzierung
- Rechtsberatung
- Existenzberatung
- Außenwirtschaftsberatung, z. B. bei Fragen zu Aufträgen im Ausland
- Inkassodienst, wenn Kunden ihre Rechnungen nicht bezahlen
- Innovationsagentur bei Fragen zu technologischen Neuerungen

Berufsbildung u. Weiterbildung
Ein besonderer Schwerpunkt der Handwerkskammern liegt in der Sicherung der Qualität in Berufsbildung und Weiterbildung. Mit verschiedenen Maßnahmen unterstützt die Handwerkskammer Hamburg sowohl Betriebe bei der Gewinnung von Nachwuchs als auch Schüler bei der Berufswahl und Lehrstellensuche.
Führen der Handwerksrolle und Lehrlingsrolle
In der Handwerksrolle sind nach § 6 Abs. 1 der Handwerksordnung (HwO) alle Inhaber von Betrieben zulassungspflichtiger Handwerke eingetragen. Dieses 41 Gewerbe sind in der Anlage A der Handwerksordnung festgelegt. Dem entgegen stehen die 52 Gewerbe der Anlage B, die ohne besondere Qualifikationsnachweise, z. b. in Form der Meisterprüfung, ausgeübt werden dürfen.
Ab Anfang 2020 werden 12 Gewerke der Anlage B wieder der Meisterpflicht unterliegen.
Diese sind:
- Fliesen-, Platten- und Mosaikleger
- Betonstein- und Terrazzohersteller
- Estrichleger
- Behälter- und Apparatebauer
- Parkettleger
- Rollladen- und Sonnenschutztechniker
- Drechsler und Holzspielzeugmacher
- Böttcher
- Glasveredler
- Schilder- und Lichtreklamehersteller
- Raumausstatter
- Orgel- und Harmoniumbauer

In der Lehrlingsrolle werden alle bestehenden Ausbildungsverträge eingetragen, daher wird sie auch als „Verzeichnis der Berufsausbildungsverhältnisse“ bezeichnet. Nach § 34 bis § 36 des Berufsbildungsgesetzes und § 28 bis § 30 der Handwerksordnung (HwO) prüft die Handwerkskammer die Einhaltung der gesetzlichen Rahmenbedingungen bei der Ausbildung. Die Eintragung eines Ausbildungsverhältnisses ist Aufgabe des Ausbilders.
Handwerksrolle
Betriebe zulassungspflichtiger Handwerke müssen nach § 6 Abs. 1 der Handwerksordnung (HwO) in der Handwerksrolle eingetragen werden. Diese Eintragungen sind Aufgabe der Handwerkskammer Hamburg.
Leistungen der Handwerkskammer Hamburg für ihre Mitglieder
Rechtsberatung
Neben der kostenlosen rechtlichen Beratung bietet die Handwerkskammer Hamburg auch Unterstützung bei der Schlichtung von Streitigkeiten und hilft mit der Vermittlung von Sachverständigen.
Anerkennung von Berufsabschlüssen
Wer über einen ausländischen Berufsabschluss verfügt, kann diesen bei der Handwerkskammer Hamburg anerkennen lassen. Zu diesem Zweck bietet die Handwerkskammer unter anderem eine Qualifikationsprüfung.
Existenzgründung
Wer sich eine Existenz im Handwerk aufbauen oder einen Betrieb übernehmen möchte, kann sich bei der Handwerkskammer Hamburg umfassend beraten lassen. Das kostenlose Angebot umfasst:
- Kapitalbedarf- u. Finanzierungsplan
- Auswahl des Kreditprogramms
- Auswahl des Bürgschaftspartners
- Kapitaldienstermittlung
- Errechnung des durchschnittlichen Stundenlohns
- Rohertragskalkulation in Abhängigkeit von der Auslastung
- Umsatz- und Wareneinsatzplanung
- Rentabilitätsplanung
- Liquiditätsplanung
- Gewerbesteuerberechnung
- ggf. Unternehmenswertermittlung

Weiterbildung
Bei der Handwerkskammer Hamburg gibt es zahlreiche Weiterbildungsmöglichkeiten für Handwerker. Diese reichen von Kursen und Seminaren zu verschiedensten Themen über Meisterkurse bis hin zur Beratung hinsichtlich der Finanzierung von Weiterbildungen, zum Beispiel mit Aufstiegs-Bafög.
Weitere Leistungen
- Eintragung, Löschung, Bearbeitung aller Gewerbeanzeigen
- Kostenlose betriebswirtschaftliche und technische Beratung
- Kostenlose Vermittlung und Beratung bei der Betriebsnachfolge
- Kostenlose Unterstützung bei der Vermittlung von Gewerberäumen und Gewerbeflächen
- Kostenlose Außenwirtschaftsberatung
- Kostenlose Beratung in allen Ausbildungsfragen und Aufnahme freier Lehrstellen in die Online-Lehrstellenbörse
- Kostenlose Erstberatung zur Vorbereitung von Zertifizierungen
- Kostengünstiger Inkassoservice
- Weiterbildung im ELBCAMPUS – Kompetenzzentrum der Handwerkskammer Hamburg

## Organisation und Aufbau
Die Organe der Handwerkskammer sind gemäß § 92 der Handwerksordnung (HwO) und der Satzung der Handwerkskammer: die Mitgliederversammlung (Vollversammlung), der Vorstand und die Ausschüsse.
Vollversammlung (Mitgliederversammlung)
Die Vollversammlung stellt das zentrale Organ der Handwerkskammer dar. Sie bildet das sog. Parlament des selbstverwalteten Hamburger Handwerks. Sie hat jedoch keinen „Parlamentspräsidenten“, sondern wird vom Vorstand und der Geschäftsführung geleitet. Die Vollversammlung setzt sich aus 33 gewählten, ehrenamtlichen Vertretern, zusammen. Sie können gemäß § 8 der Satzung ergänzt werden durch höchstens sechs „Zugewählte“, also „sachverständige Personen“. Auf die Kandidatenlisten nehmen die Innungen für die Arbeitgebervertreter und die Gewerkschaften für die Arbeitnehmervertreter den entscheidenden Einfluss. Wahlen für die Zusammensetzung der Vollversammlung finden alle fünf Jahre statt. Die Wahl der Vollversammlung und ihre Tätigkeit werden durch die Handwerksordnung (HwO) geregelt.
Zwei Drittel der Vollversammlungs-Mitglieder sind Selbständige, ein Drittel ist als Arbeitnehmer im Handwerk tätig. Sie werden jeweils für die Dauer von 5 Jahren gewählt und repräsentieren die in der Handwerkskammer organisierten Handwerke und handwerksähnlichen Gewerke.
Die Vollversammlung wählt den sechsköpfigen Vorstand und die Geschäftsführung, um die Geschäfte der Handwerkskammer zu führen und um Entscheidungsvorlagen zur Umsetzung zu bestätigen. Dieses können u. a. Entscheidungsvorlagen sein, die aus dem politischen Raum Hamburgs, des Bundes und der EU vorgegeben wurden. Sowohl Vorstand als auch Geschäftsführung sind der Vollversammlung verantwortlich. Wenn ihre Mitglieder die Handwerkskammer nach außen vertreten, sind sie im demokratischen Sinne Repräsentanten der Betriebe. Die Aktivitäten der Handwerkskammer Hamburg richten sich nach den Maßnahmen und Strategien, die ihre gewählte Vollversammlung beschließt. Die Behörde für Wirtschaft, Verkehr und Innovation übt darüber hinaus die Rechtsaufsicht aus.
Im Unterschied zu den Handwerkskammern sind die Industrie- und Handelskammern (in Hamburg Handelskammer) Arbeitgeberorganisationen, d. h. sie haben keine Arbeitnehmervertreter in ihren Gremien. Dies hat u. a. rechtliche Konsequenzen bei Tarifverhandlungen.
Vorstand
Der Vorstand der Handwerkskammer, d. h. die ehrenamtliche „Regierung“ der Handwerkskammer, besteht aus dem Vorsitzenden (Präsidenten), zwei Stellvertretern (Vizepräsidenten), jeweils einer von Arbeitnehmer- und einer von Arbeitgeber-Seite, sowie drei weiteren Mitgliedern – davon zwei Vertretern der selbständigen Gewerbetreibenden sowie einem Arbeitnehmervertreter. Die Amtszeit eines Präsidenten der Handwerkskammer Hamburg ist seit einer Satzungsänderung in den 80er Jahren auf zwei fünfjährige Perioden begrenzt.
Vorsitzende der Gewerbekammer und Präsidenten der Handwerkskammer
Die Vorsitzenden der Gewerbekammer von 1873 bis 1945 waren:
| Zeitraum  | Vorsitzender               | Lebensdaten | Beruf                       |
| 1873–1875 | Eduard Schmidt             | 1830–1900   | Schlossermeister            |
| 1876      | Carl Gustav Isidor Herbst  | 1835–1902   | Buchdrucker                 |
| 1877–1881 | Eduard Schmidt             | 1830–1900   | Schlossermeister            |
| 1882–1899 | Carl Heinrich Martin Bauer | 1829–1904   | Maurermeister und Architekt |
| 1900      | Christian Ferdinand Wulff  |             | Buchdrucker                 |
| 1901–1902 | Heinrich Knost             | 1853–1923   | Bäckermeister               |
| 1903      | August Richter             |             | Goldwarenfabrikant          |
| 1904–1906 | Heinrich Knost             | 1853–1923   | Bäckermeister               |
| 1907      | August Richter             |             | Goldwarenfabrikant          |
| 1908      | Ernst Schiele              | 1865–1933   | Heizungsingenieur (R.O.M.)  |
| 1909      | Heinrich Knost             | 1853–1923   | Bäckermeister               |
| 1910      | Ernst Schiele              | 1865–1933   | Heizungsingenieur (R.O.M.)  |
| 1911      | Heinrich Knost             | 1853–1923   | Bäckermeister               |
| 1912      | Leopold Osbahr             | 1855–1937   | Gummiwarenfabrikant (NYH)   |
| 1913      | Heinrich Knost             | 1853–1923   | Bäckermeister               |
| 1914      | Leopold Osbahr             | 1855–1937   | Gummiwarenfabrikant (NYH)   |
| 1915      | Heinrich Knost             | 1853–1923   | Bäckermeister               |
| 1916      | Leopold Osbahr             | 1855–1937   | Gummiwarenfabrikant (NYH)   |
| 1917      | Carl Zimmermann            |             | Schneidermeister            |
| 1918–1919 | Ernst Schiele              | 1865–1933   | Heizungsingenieur (R.O.M.)  |
| 1920      | Heinrich Knost             | 1853–1923   | Bäckermeister               |
| 1921–1926 | Leopold Osbahr             | 1855–1937   | Gummiwarenfabrikant (NYH)   |
| 1927      | Ernst Schiele              | 1865–1933   | Heizungsingenieur (R.O.M.)  |
| 1928      | Wilhelm Wolfromm           |             | Tischlermeister             |
| 1929–1931 | Ernst Schiele              | 1865–1933   | Heizungsingenieur (R.O.M.)  |
| 1932      | Paul Hartung               | 1864–1944   | Buchdrucker                 |
| 1933      | Hermann Carl Vering        | 1879–1955   | Glasgespinstfabrikant       |
| 1933–1934 | Walter Kleist              |             | Schlossermeister            |
| 1935–1945 | Arnold Petersen            | 1892–1953   | Malermeister                |
| 1945      | Johannes Stäudlen          |             | Schornsteinfegermeister     |

Die Präsidenten nach 1945 waren:
| Zeitraum   | Präsident         | Beruf                  |
| 1945–1953  | Paul Wilken       | Baumeister             |
| 1954       | Heinrich Wulf     | Bäckermeister          |
| 1954–1965  | Richard Sörensen  | Baumeister             |
| 1966–1979  | Edmund Helbig     | Fleischermeister       |
| 1979–1989  | Franz Eble        | Kfz-Mechaniker-Meister |
| 1989–1999  | Dieter Horchler   | Baumeister             |
| 1999       | Erwin Wolkenhauer | Kfz-Mechaniker-Meister |
| 1999–2009  | Peter Becker      | Bäckermeister          |
| 2009–2019  | Josef Katzer      | Gebäudereinigermeister |
| 2019–heute | Hjalmar Stemmann  | Zahntechniker          |

Geschäftsführung
Die Geschäftsführung der Handwerkskammer besteht aus dem Hauptgeschäftsführer und mehreren Geschäftsbereichsleitern, von denen in der Regel eine Person zusätzlich als stellvertretende Hauptgeschäftsführer fungiert. Im Unterschied zum Vorstand arbeitet die Geschäftsführung hauptamtlich.
Die Namen der Sekretäre („Secretair“) der Gewerbekammer bzw. der Hauptgeschäftsführer der Handwerkskammer:
| Zeitraum       | Sekretär              | Lebensdaten |  |
| -------------- | --------------------- | ----------- |  |
| 1873–1877      | Justus Brinckmann     | 1843–1915   |  |
| 1877–1880      | Julius Schulze        | 1836–1888   |  |
| 1881–1895      | Lorenz Theodor Nagel  | 1828–1895   |  |
| 1896–1923      | Thilo Hampke          | 1868–1932   |  |
| 1923–1933      | Georg Stenzel         | 1877–1964   |  |
| 1934           | Gottfried Jochmann    | ?           |  |
| 1935           | Otto Müller           | ?           |  |
| 1936           | Werner Rieser         | ?           |  |
| 1937           | Otto Müller           | ?           |  |
| 1938-1943      | Werner Rieser         | ?           |  |
| ?-1946         | Karl Küster           | ?           |  |
| 1947-1950      | Georg Stenzel         | 1877–1964   |  |
| 1950–1967      | Heinrich Meyer-Hartig | 1913–1997   |  |
| 1967–1983      | Clemens Caesar        | 1918–2009   |  |
| 1983–2003      | Jürgen Hogeforster    | * 1943      |  |
| 2004–2013      | Frank Glücklich       | * 1948      |  |
| 2014-2023      | Henning Albers        | * 1958      |  |
| 2024 bis heute | Christoph Herting     | * 1974      |  |

Ausschüsse
Die Handwerkskammer Hamburg verfügt über verschiedene Ausschüsse, die wichtige Themen bearbeiten oder Grundlagen für Entscheidungen vorbereiten. Die Mitglieder der jeweiligen Ausschüsse übernehmen die Arbeit darin ehrenamtlich und werden aus Reihen der Vollversammlungsmitglieder für die Dauer von 5 Jahren gewählt.
Folgende Kammerausschüsse existieren aktuell (Stand 08/2019):
- Berufsbildungsausschuss: Die Hauptaufgabe dieses Ausschusses ist es, die Qualität der beruflichen Bildung im Handwerk zu sichern und zu verbessern. Er ist der einzige gesetzlich vorgeschriebene Ausschuss.
- Finanzausschuss: Prüft den Jahresabschluss der Geschäftsführung und berät die Vollversammlung, ob dieser angenommen werden soll. Die das Handwerk betreffen. Im Austausch mit externen Fachleuten und Experten aus Hamburger Behörden erstellen seine Mitglieder Stellungnahmen der Handwerkskammer Hamburg zu aktuellen Themen.
- Medaillenausschuss: Schlägt Persönlichkeiten für die Ehrungen „Silberne Ehrennadel“ und „Goldene Ehrennadel“ vor. Danach entscheiden bei der „Silbernen Ehrennadel“ der Vorstand der Handwerkskammer und bei der „Goldenen Ehrennadel“ die Vollversammlung über deren Verleihung.
- Wahlprüfungsausschuss: Gewährleistet die Richtigkeit der Wahl der Vollversammlung und geht Einsprüchen dagegen nach.

## Finanzen
Die Handwerkskammer Hamburg finanziert sich überwiegend aus Einnahmen, die sie durch eigene Aktivitäten erwirtschaftet. Rund zwei Drittel der Einnahmen setzen sich aus Erlösen von Bildungsangeboten, Verwaltungsleistungen, öffentlichen Zuwendungen für Projekte und Kostenerstattungen zusammen.
Soweit es sich um den Bildungsbereich oder um zeitlich begrenzte Projekte handelt, sind die Angebote der Handwerkskammer Hamburg marktorientiert ausgerichtet. Die erforderliche Kostendeckung durch eigene Einnahmen stellt sicher, dass die Angebote der Handwerkskammer Hamburg bedarfsorientiert sind und zur Förderung der Betriebe und Beschäftigten des Handwerks beitragen.
Die Behörde für Wirtschaft, Verkehr und Innovation begleitet die Arbeit der Handwerkskammer Hamburg. Als Aufsichtsbehörde der Handwerkskammer Hamburg genehmigt sie die Wirtschaftspläne und Jahresabschlüsse sowie alle weiteren nach der Handwerksordnung zu genehmigenden Entscheidungen der Vollversammlung.
Mitgliedsbeiträge
Die Handwerkskammer Hamburg hat rund 15.000 Mitgliedsbetriebe und vertritt die Interessen von rund 120.000 Beschäftigten. Beitragspflichtig sind alle bei der Handwerkskammer geführten natürlichen und juristischen Personen und Personengesellschaften. Die Beitragspflicht ist unabhängig vom ausgeübten Gewerbe, der Betriebsgröße, der Rechtsform, der Anzahl der Mitarbeiter, Umsatzhöhen oder Ähnlichem.
Die Beitragspflicht gilt für
- zulassungspflichtige Handwerke gemäß Anlage A zum Gesetz zur Ordnung des Handwerks (HwO), wie beispielsweise. Dachdecker, Tischler, Friseure
- zulassungsfreie Handwerke oder handwerksähnliche Gewerbe gemäß Anlage B, wie beispielsweise Fliesen-, Platten-, Mosaikleger, Rollladen- und Sonnenschutztechniker.

Die von den Mitgliedern zu zahlenden Beiträge setzen sich aus festen und variablen Beträgen zusammen. Die für die Beitragsfestsetzung erforderlichen Festbeträge und Beitragssätze werden jedes Jahr neu von der Vollversammlung beschlossen. Der Beitragsbeschluss der Vollversammlung muss von der Aufsichtsbehörde genehmigt werden.
Mit ihren Beiträgen finanzieren Mitgliedsbetriebe Leistungen, für die die Kammer keine eigenen Erlöse erzielen kann. Gemäß § 113 Nr. 1 der Handwerksordnung können nicht anderweitig gedeckte Kosten durch Beiträge der Mitgliedsbetriebe finanziert werden. Die Beiträge finanzieren zurzeit rund ein Drittel aller Ausgaben der Handwerkskammer Hamburg.
Existenzgründer sind in den ersten Jahren ihrer Selbständigkeit gemäß § 113 Abs. 2 der Handwerksordnung ganz oder teilweise vom Beitrag zur Handwerkskammer befreit.
Sponsoren
Die Arbeit der Handwerkskammer Hamburg wird von Sponsoren unterstützt. Mitte 2019 waren dies die
- BürgschaftsGemeinschaft Hamburg
- Hamburger Sparkasse (Haspa)
- Hamburger Volksbank
- Hamburgische Investitions- und Förderbank (IFB Hamburg)
- Innungskrankenkasse IKK classic
- SAGA Unternehmensgruppe
- Signal Iduna
- Versorgungswerk der Innungen und Fachverbände im Bereich der Handwerkskammer Hamburg e. V.[27]

Beteiligungen der Handwerkskammer Hamburg
Die Handwerkskammer Hamburg hat die Förderung des Handwerks in den letzten Jahren ausgeweitet. Dies gelang insbesondere durch die Akquisition von Projekten, die durch Zuwendungen des Landes, des Bundes und der EU gefördert werden.
2017 konnten dem Hamburger Handwerk auf diese Weise Dienstleistungen und Beratungen im Umfang von 3,8 Mio. Euro zur Verfügung gestellt werden. Inhaltliche Schwerpunkte sind dabei die Gewinnung des Berufsnachwuchses und von Fachkräften, die Qualifizierung und Integration von Migranten sowie Beratungsleistungen im Umweltbereich.
Auch die Beteiligungen der Handwerkskammer Hamburg an Tochtergesellschaften und anderen Unternehmen dienen der Wirtschaftsförderung des Handwerks. Dabei geht es um Leistungen, die über die in der Handwerksordnung festgelegten Aufgaben (§ 91 HwO) hinausgehen und die auch von Dritten erbracht werden bzw. erbracht werden könnten.
Diese Leistungen bietet die Handwerkskammer Hamburg ihren Mitgliedern nicht als öffentlich-rechtlicher Anbieter, sondern – für gleiche Wettbewerbsbedingungen – im Rahmen privater Unternehmen. Die Handwerkskammer tritt insbesondere dann als privater Anbieter auf, wenn vom Handwerk benötigte innovative Leistungen nicht von Dritten bereitgestellt werden.
Schwerpunkte der Beteiligungen sind die Schweißtechnik, Managementberatung, Qualitätsmanagement in den Gesundheitshandwerken und Personaldienstleistungen. Einen innovativen Weg geht die Handwerkskammer Hamburg auch zusammen mit der Berufsakademie Hamburg BA-H gGmbH. Sie bietet Abiturienten ein duales Ausbildungsangebot, das ihnen eine Lehre parallel zu einem Bachelorstudiengang ermöglicht.
Dazu gehören (in Klammern der Beteiligungsanteil):
- SLV Nord gGmbH (100 %)
- Gewerbeförderung Handwerkskammer Hamburg GmbH (100 %)
- Verlag Nord-Handwerk GmbH (35 %)
- HWF Hamburgische Gesellschaft für Wirtschaftsförderung mbH (14 %)
- Hochschule 21 GmbH (1,3 %)
- Bürgschaftsgemeinschaft Hamburg GmbH (2,6 %)
- hySOLUTIONS GmbH (4 %)

Zur Stärkung ihres Auftrags und der damit verbundenen handwerkspolitischen Interessen ist die Handwerkskammer Hamburg auch in einzelnen Vereinen und Stiftungen Mitglied.
Kaufmännische Rechnungslegung
Mit der Aufstellung von Jahresabschlüssen in Form von Bilanzen sowie Gewinn- und Verlustrechnungen macht die Handwerkskammer Hamburg nicht nur der Vollversammlung, sondern allen Mitgliedern und der Öffentlichkeit das wirtschaftliche Ergebnis ihrer Arbeit transparent.
Ebenso wird die Entwicklung des Vermögens dargelegt, das sie zur Umsetzung ihrer in der Handwerksordnung festgelegten Aufgaben verwaltet. Ihre Jahresabschlüsse veröffentlicht die Handwerkskammer Hamburg im Internet. Jeder Jahresabschluss wird vor der Veröffentlichung von einem Wirtschaftsprüfer geprüft und testiert.

## Bildungszentren der Handwerkskammer Hamburg

### Elbcampus: Kompetenzzentrum in Harburg
Der ELBCAMPUS ist das Bildungs- und Dienstleistungszentrum für Aus- und Weiterbildung der Handwerkskammer Hamburg. Das Schulungszentrum liegt in der Nähe des Bahnhofes Hamburg-Harburg im Bezirk Harburg und vereinigt dort unter einem Dach:
- die Bildungseinrichtungen der Handwerkskammer Hamburg
- das Zentrum für Energie-, Wasser- und Umwelttechnik (ZEWU)
- die Akademie für Zahntechnik der Handwerkskammer Hamburg (AZHH)
- die Berufsakademie Hamburg
- die Schweißtechnische Lehr- und Versuchsanstalt Nord
- die Lehrbackstube der Bäcker-Innung Hamburg
- das Schulungszentrum der Landesinnung der Gebäudereiniger
- das Norddeutsche Ausbildungszentrum der Maler- und Lackierer-Innung Hamburg

## Öffentlichkeitsarbeit der Handwerkskammer Hamburg
Die Handwerkskammer Hamburg ist von Anfang an Teil der großen Imagekampagne „Das Handwerk. Die Wirtschaftskraft. Von nebenan.“. Diese wurde 2009 durch den damaligen Präsidenten des Zentralverbandes des Deutschen Handwerks (ZDH), Otto Kentzler, angeregt und durchgesetzt. Hamburg verfügt zusätzlich zur Teilnahme an der generellen bundesweiten Kampagne über spezielle, regionale Motive für die Imagewerbung.
Des Weiteren übernimmt die Handwerkskammer Hamburg die Kommunikation hinsichtlich der Belange des lokalen Handwerks und organisiert verschiedene Veranstaltungen, die Betriebe zum Beispiel bei der Nachwuchsgewinnung unterstützen.
Für die Veranstaltung „Future Talk im Riesenrad: Berufsorientierung mit Weitblick“ erhielt die Handwerkskammer Hamburg 2019 den Internationalen Deutschen PR-Preis der Deutschen Public Relations Gesellschaft (DPRG) in der Kategorie „Verbände und öffentliche Einrichtungen“.
Dabei handelt es sich um ein Format, das die Handwerkskammer Hamburg selbst entwickelt hat. Bei dieser unkonventionellen Veranstaltung zur Nachwuchsgewinnung trafen sich 2018 und 2019 Experten von Betrieben, Innungen und der Kammer mit Schülern in Gondeln des Riesenrads auf dem Sommer-DOM. Bei den Gesprächen in kleiner Runde konnten sich die Jugendlichen über Berufsperspektiven im Handwerk informieren, Fragen stellen und sich mit Berufen auseinandersetzen, von denen sie bis dahin noch nicht viel erfahren hatten.

### Aktuelles Leuchtturmprojekt Meistermeile Offakamp
Mit der Meistermeile in Lokstedt bietet die Stadt Hamburg zusammen mit der Handwerkskammer Hamburg und der Sprinkenhof GmbH Gewerbeflächen im Bezirk Eimsbüttel an.
Auf vier Etagen finden hier rund 100 kleine und mittlere Handwerks- und Produktionsbetriebe Platz. Durch den speziellen Ausbau mit großen Lastenaufzügen, Schalldämmung und verstärkten Geschossdecken können die Mieter auch in den oberen Stockwerken schwere Maschinen zur Produktion nutzen. Zusätzlich bietet das Gebäude ein Kellergeschoss mit Lagerflächen, Technikräumen und eine Tiefgarage. Parkplätze, Lieferzone und die Gebäudezugänge sind so geplant, dass das angrenzende Wohngebiet vor Lärm geschützt wird.
Mit der Meistermeile Offakamp verfügt Hamburg über das erste innerstädtische Handwerkszentrum im Norddeutschen Raum. Gerade in großstädtischen Lagen, in denen Wohnungsbau und Gewerbeflächen in Konkurrenz um Flächen stehen, bietet das Konzept Vorteile für Handwerker und Anwohner. Zum einen können auf dem von einem Münchener Referenzbauwerk inspirierten Gewerbehof viele Handwerksbetriebe auf relativ kleinem Raum Platz finden, zum anderen können Anwohner bei Bedarf auf einen Handwerker in der Nähe zurückgreifen.